# San Miguel de Succhupampa
San Miguel de Succhupampa es un caserío peruano ubicado en el distrito de Huarmaca, perteneciente a la provincia de Huancabamba del departamento de Piura, al norte del Perú. 

## Ubicación
San Miguel de Succhupampa se ubica al sur de la provincia de Huancabamba, en el distrito de Huarmaca, en el departamento de Piura.

## Demografía
En 2017 San Miguel de Succhupampa tenía una población de 140 habitantes.